# Dendronephthya devexa
Dendronephthya devexa is een zachte koraalsoort uit de familie Nephtheidae. De koraalsoort komt uit het geslacht Dendronephthya. Dendronephthya devexa werd in 1960 voor het eerst wetenschappelijk beschreven door Tixier-Durivault & Prevor. 